# Борисов, Василий Михайлович
Василий Михайлович Борисов — советский хозяйственный, государственный и политический деятель, доктор химических наук.

## Биография
Родился в 1910 году в Калуге. Член КПСС.
С 1932 года — на хозяйственной, общественной и политической работе. В 1932—1991 гг. — инженер треста «Союзмышьяк», директор комбината «Апатит», главный инженер Главного управления горно-химической промышленности Наркомата химической промышленности СССР, директор Государственного Научно-исследовательского института горно-химического сырья, директор Научно-исследовательского института по удобрениям и инсектофунгицидам им. проф. Я. В. Самойлова.
Умер в Москве в 1991 году.